# Orde van de Rode Vlag (Sovjet-Unie)
De Orde van de Rode Vlag was een hoge onderscheiding van achtereenvolgens de Russische Socialistische Federatieve Sovjetrepubliek en de Sovjet-Unie. De kleur rood verwijst naar de arbeidersbeweging.